# Матушевич, Адам Фаддеевич
Граф (1824) Адам Фаддеевич (Матусевич) Матушевич (1795—1842) — российский государственный деятель, дипломат, камергер и тайный советник (1829).

## Биография
Происходил из древнего рода, восходящего к литовскому княжескому дому. Родился в 1796 году в Варшаве в семье министра финансов и члена правительства  Царства Польского Фаддея (Тадеуша) Марциновича Матушевича и Марианне Фелиции Пржебендовской (1765—1799), дочери воеводы поморского Игнацы Францишека Ксаверий Пржебендовского (1731—1791). Внук государственного деятеля Марцина Матушевича.
Служил в статс-секретариате царства Польского, с 1818 года член масонской ложи Северного щита в Варшаве. 21 ноября 1819 года перешёл на службу в Коллегию иностранных дел. В 1820 году участвовал в Троппауском и в 1822 году в  Веронском конгрессах, был редактором дипломатических нот российского кабинета. С 1821 года статский, а с 1822 года действительный статский советник. С 1830 года  чрезвычайный посланник и полномочный министр — в Великобритании, с 1835 года в Неаполе, с 1839 года в Швеции. Будучи полномочным министром при Неаполитанском дворе А. Ф. Матушевич сыграл заметную положительную роль в судьбе русского художника-мозаичиста Ивана Шаповалова.
В  1829 году  произведён в тайные советники. Был награждён российскими орденами вплоть до ордена Святого Александра Невского пожалованного ему  25 июня 1832  года.
Похоронен на Смоленском лютеранском кладбище в Санкт-Петербурге.